# Assemblea de la República de Macedònia del Nord
L'Assemblea de la República de Macedònia del Nord (en macedònic Собрание на Република Северна Македонија, Sobranie na Republika Severna Makedonija) és l'òrgan que representa al poder legislatiu a Macedònia del Nord. La seva seu es troba a la capital del país, Skopje. L'assemblea és de tipus unicameral i està integrada per un nombre entre 120 i 140 diputats segons l'estipulat per la constitució de Macedònia del Nord. Els diputats són escollits mitjançant unes eleccions parlamentàries. El mandat d'un diputat dura quatre anys i el seu càrrec no pot ser revocat quan la seva gestió encara està en curs. Les últimes eleccions legislatives se celebraren el 2008. L'organització i funcionament de l'assemblea es regeixen segons la constitució de la República de Macedònia del Nord.

## Presidents de l'Assemblea des de 1991
- Stojan Andov 1991 -1996
- Tito Petkovski 1996 - 1998
- Savo Klimovski 1998 - 2000
- Stojan Andov 2000 - 2002
- Nikola Popovski 2002 - 2003
- Liljana Popovska (interina) 2003 - 2003
- Ljupco Jordanovski 2003 - 2006
- Ljubiša Georgievski 2006 - 2008
- Trajko Veljanovski 2008 - 2016
- Talat Xhaferi 2017